# Tillandsia capillaris
Tillandsia capillaris är en gräsväxtart som beskrevs av Hipólito Ruiz López och Pav.. Tillandsia capillaris ingår i släktet Tillandsia och familjen Bromeliaceae.

## Underarter
Arten delas in i följande underarter:
- T. c. capillaris
- T. c. cordobensis
- T. c. hieronymi
- T. c. incana
- T. c. virescens

## Bildgalleri

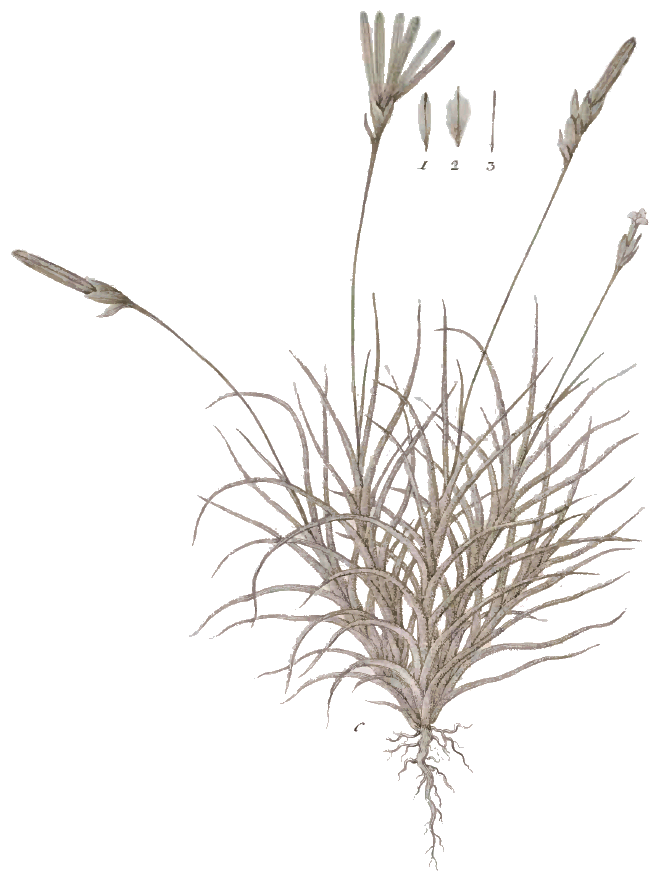